# 神岡町立大津山小学校
神岡町立大津山小学校 （かみおかちょうりつ おおつやましょうがっこう）は、かつて岐阜県吉城郡神岡町（現・飛騨市）に存在した公立小学校。

## 概要
- 元は三井財閥の三井鉱山が、神岡鉱山茂住坑の従業員の社宅（大津山社宅）の児童のために設置された私立学校であった。1953年に神岡町に移管され、神岡町立大津山小学校となる。1947年から廃校時（1975年）までは大津山中学校を併設し、大津山小中学校とも称した。
- 児童の多くは神岡鉱山大津山社宅の児童であった。大津山社宅の縮小により廃校。

## 沿革
- 1910年（明治43年） - 吉城郡船津町東茂住に、三井鉱山により私立神岡第三尋常小学校として開校。
- 1916年（大正5年） - 富山県上新川郡福沢村に清五郎谷分教場を設置。
- 1921年（大正10年） - 清五郎谷分教場を廃止。
- 1922年（大正11年） - 池ノ山分教場を設置[注釈 2]。
- 1927年（昭和2年） - 私立茂住尋常小学校に改称する。
- 1941年（昭和16年） - 三井茂住校に改称する。
- 1947年（昭和22年）4月1日 - 私立茂住小学校に改称する。
- 1949年（昭和24年）4月1日 - 私立神岡第二小学校に改称する。
- 1953年（昭和28年）4月 - 神岡鉱山が私立学校法による学校法人設置を断念。神岡町に移管され、神岡町立大津山小学校に改称する。
- 1975年（昭和50年）7月 - 大津山社宅の縮小に伴う児童減のため、神岡東小学校に統合され廃校。同時に大津山中学校も神岡中学校に統合され廃校。

## その他
- 東茂住には茂住小学校という小学校が2校存在した時期が、昭和初期（1927年～1941年）と戦後間もない時期（1947年～1949年）存在した。私立茂住小学校が当記事の「神岡町立大津山小学校」のことであり、公立（船津町立）茂住小学校は「神岡町立茂住小学校のことである。